# Kumimanu
Kumimanu – rodzaj wymarłego ptaka z rodziny pingwinów, żyjącego ok. 60–56 mln lat temu na terenie obecnej Nowej Zelandii. Na podstawie znalezionych szczątków oszacowano rozmiary osobników na 101 kg masy i 1,77 m długości. Gatunkiem typowym jest Kumimanu biceae.